# Торенова
Торено̀ва (на италиански: Torrenova; на сицилиански: Turrinova, Туринова) е малко морско курортно градче и община в Южна Италия, провинция Месина, автономен регион и остров Сицилия. Разположено е на брега на Тиренско море. Населението на общината е 5635 души (към 2010 г.).